# Gaishan
Gaishan (kinesiska: 盖山)  är en köping i sydöstra Kina. Den ligger i stadsdistriktet Cangshan i staden Fuzhou i provinsen Fujian. Antalet invånare är 122 018. Befolkningen består av 58 475 kvinnor och 63 543 män. Barn under 15 år utgör 12,0 %, vuxna 15-64 år 81 %, och äldre över 65 år 5,0 %.